# Bruine blinkslak
De bruine blinkslak (Aegopinella nitidula) is een slakkensoort uit de familie van de Oxychilidae. De wetenschappelijke naam van de soort werd in 1805 voor het eerst geldig gepubliceerd door Jacques Draparnaud.

## Kenmerken

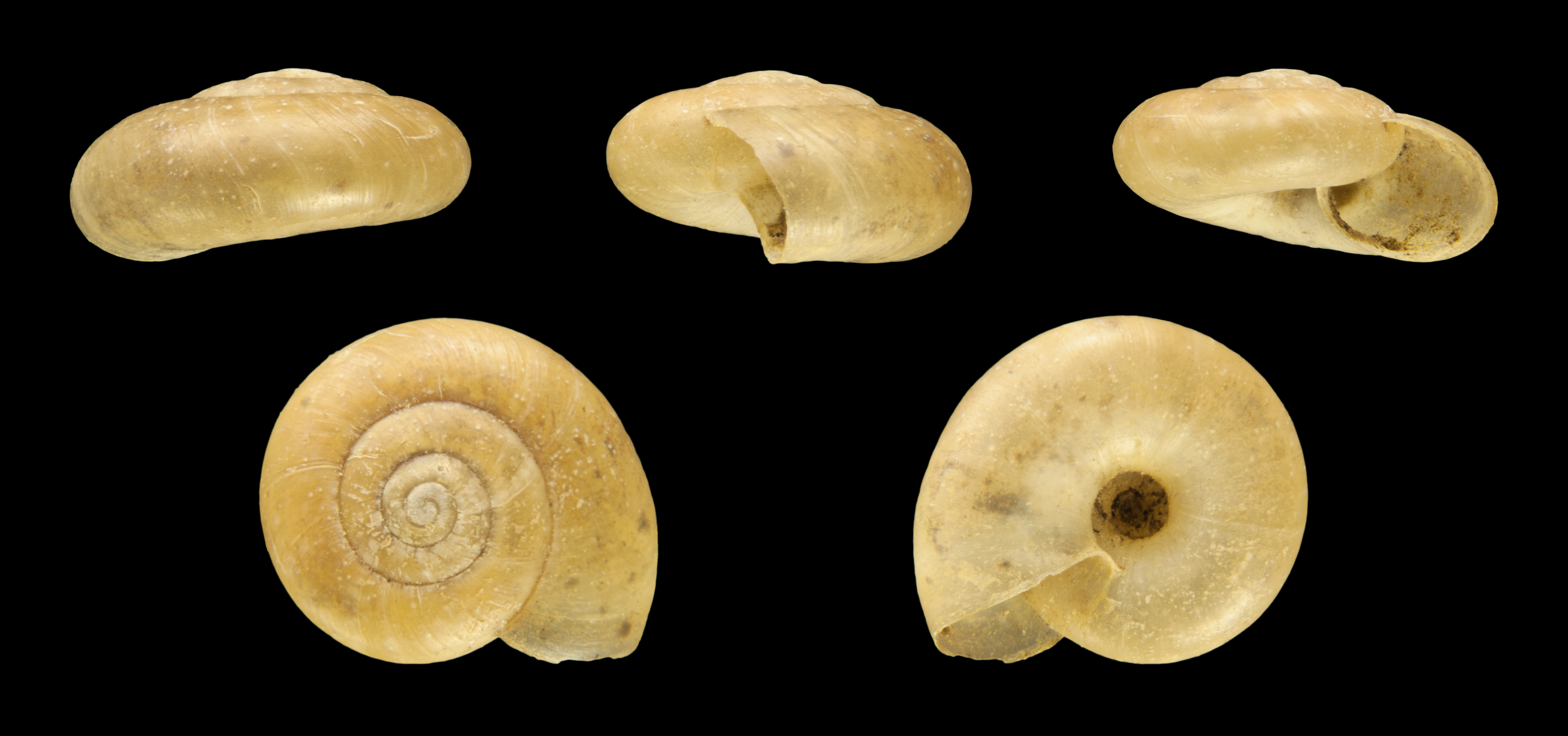
Lege huisjes in verschillende weergaven

Het rechts opgerolde slakkenhuisje is laag taps toelopend met 3½ tot 4½ windingen. Hij is 6 tot 11 mm breed en 4 tot 6 mm hoog. De windingen zijn matig convex en nemen regelmatig toe. Alleen het laatste kwart van de topwinding wordt naar de mond toe breder, maar zakt niet weg. De naad is heel duidelijk. Het estuariumvlak staat onder een hoek met de windingas. De opening is iets afgeplat-elliptisch in direct zicht, afgezien van de inkeping veroorzaakt door de vorige winding. De mondrand is recht en puntig. De navel is breed en enigszins excentriek.
Het huisje is geelbruin tot overwegend roodbruin en doorschijnend. Zelden komen ook witachtige schelpen voor. Rond de navel is de schaal echter altijd melkachtig witachtig. De sculptuur bestaat uit zeer vage en ondiepe dwarsgroefjes, minieme spiraallijntjes en min of meer regelmatige groeilijnen. 
Het zachte lijf is blauwgrijs met een lichtere zool en blauwzwarte tentakels. In het hermafrodiete seksapparaat is de penis relatief klein, net als de epiphallus. De verhouding is ongeveer 2:1. De penisretractorspier wordt ingevoegd bij de penislus, nabij de overgang naar de epiphallus. De vrije eileider en vagina zijn vrij lang.

### Vergelijkbare soorten
Het laatste kwart van de topwinding wordt slechts iets breder naar de mond toe, maar niet zo veel als bij Aegopinella epipedostoma en de brede blinkslak (Aegopinella nitens). De bruine blinkslak onderscheidt zich van deze twee soorten door de roodbruine schelpkleur en de vage spiraalvormige strepen. Deze zijn echter minder duidelijk dan bij de kleine blinkslak (Aegopinella pura). De laatste soort is echter veel kleiner (in het volwassen stadium) en strakker opgerold. Er zijn ook verschillen in het seksuele apparaat. In het geval van A. epipedostoma en A. minor hecht de penisretractorspier zich bijna in het midden van de epiphallus. Bij de brede blinkslak hecht de penisretractorspier zich ook aan de lus van de penis bij de overgang naar de epiphallus, maar de penis is veel dikker en heeft een vernauwing onder het midden.

## Geografische spreiding en leefgebied
Het verspreidingsgebied strekt zich uit over de Britse Eilanden, Frankrijk, België, Nederland, Noord- en West-Duitsland, West- en Noordwest-Polen, Tsjechië, Wit-Rusland, Oekraïne en Zuid-Scandinavië, evenals Noord-Spanje. Het voorkomen op de Azoren gaat terug op antropogene overdracht. In Noorwegen zijn er enkele synantropische waarnemingen tot 65" noorderbreedte
De soort geeft de voorkeur aan matig vochtige plaatsen in het bladafval van loof- en naaldbossen en rijen hagen, maar ook tussen kruidachtige planten, in tuinen, bermen, tussen rotsen, op en in muren. Het tolereert antropogeen beïnvloede leefgebieden.